# Spółgłoska zwarta dwuwargowa bezdźwięczna
Spółgłoska zwarta dwuwargowa bezdźwięczna – rodzaj dźwięku spółgłoskowego występujący w językach naturalnych, oznaczany w międzynarodowej transkrypcji fonetycznej IPA symbolem [p].

## Artykulacja

### Opis
W czasie artykulacji tej spółgłoski:
- modulowany jest strumień powietrza wydychany z płuc, czyli artykulacja tej spółgłoski wymaga inicjacji płucnej i egresji;
- tylna część podniebienia miękkiego zamyka dostęp do jamy nosowej, prąd powietrza uchodzi przez tor ustny;
- prąd powietrza w jamie ustnej uchodzi wzdłuż środkowej linii języka;
- dolna warga kontaktuje się z górną wargą, tworząc zwarcie Dochodzi do całkowitego zablokowania przepływu powietrza przez jamę ustną i nosową, a następnie do przerwania utworzonej blokady i wybuchu (plozji);
- wiązadła głosowe nie drgają, spółgłoska ta jest bezdźwięczna
- pozycja języka i ust może zależeć od kontekstu, w jakim występuje głoska[1].

## Warianty
Opisanej powyżej artykulacji może towarzyszyć dodatkowo:
- wzniesienie środkowej części grzbietu języka w stronę podniebienia twardego, mówimy wtedy o spółgłosce zmiękczonej (spalatalizowanej): [pʲ];
- wzniesienie tylnej części grzbietu języka w kierunku podniebienia tylnego, mowa wtedy o spółgłosce welaryzowanej: [pˠ];
- modyfikacja dźwięku w gardle, mowa wtedy o spółgłosce faryngalizowanej spółgłosce: [pˤ];
- zaokrąglenie warg, mowa wtedy o labializowanej spółgłosce [pʷ][1].

## Występowanie
Przykłady w wybranych językach:
| Język       | Język             | Słowo     | IPA        | Znaczenie           | Uwagi                                                  |
| ----------- | ----------------- | --------- | ---------- | ------------------- | ------------------------------------------------------ |
| angielski   | angielski         | dispenser | [dιspensə] | 'dozownik'          | Zobacz też: Fonologia i fonetyka języka angielskiego   |
| arabski     | dialekt algierski | پاپيش     | [paːpi:ʃ]  | 'piękne dziewczęta' |                                                        |
| armeński    | dialekt wschodni  | պապիկ     | [pɑpik]    | 'dziadziuś'         |                                                        |
| duński      | duński            | bog       | [ˈpɔ̽ʊ̯ˀ]    | 'książka'           | Zazwyczaj transkrybowane do IPA jako b̥ lub b.          |
| kataloński  | kataloński        | parlar    | [parlar]   | 'mówić'             |                                                        |
| francuski   | francuski         | pomme     | [pɔm]      | 'jabłko'            | Zobacz też: Wymowa i transkrypcja języka francuskiego. |
| polski      | polski            | pas       | [päs]      | -                   | Zobacz też: Fonetyka języka polskiego.                 |
| portugalski | portugalski       | pai       | [paj]      | 'ojciec'            |                                                        |
| rumuński    | rumuński          | pas       | [pas]      | 'krok'              |                                                        |
| rosyjski    | rosyjski          | плод      | [pɫot̪]     | 'płód (rolny)'      |                                                        |
| hiszpański  | hiszpański        | peso      | [ˈpe̞so̞]    | 'waga'              |                                                        |
| ukraiński   | ukraiński         | павук     | [pɐ.ˈβ̞uk]  | 'pająk'             |                                                        |
| włoski      | włoski            | papà      | [paˈpa]    | 'tata'              |                                                        |
| zapotecki   | zapotecki         | p'an      | [paŋ]      | 'chleb'             |                                                        |

## Pisownia
Spółgłoska [p] jest zapisywana w języku polskim przy pomocy grafemu: p lub – rzadziej – b.